# Dan Horia Mazilu
Dan Horia Mazilu (n. 20 aprilie 1943, Pitești – d. 16 septembrie 2008, București) a fost un specialist în slavonă și limbi slave, profesor universitar, critic literar, estetician și istoric literar român.

## Biografie
A fost fiul lui Constantin Mazilu și al Ioanei, născută Nicolescu. A urmat Liceul „Nicolae Bălcescu” din Pitești (1957-1961) și Facultatea de Limbi Slave a Universității din București (1961-1966). Inițial a fost cadru didactic la Facultatea de Limbi Slave. După 1990 devine cadru didactic la Catedra de literatură română, a trecut prin toate gradele didactice ajungând în cele din urmă profesor universitar. A fost preparator, asistent și lector universitar la Catedra de Limbi slave, apoi conferențiar și profesor universitar la Catedra de Istoria literaturii române din Facultatea de Litere a Universității din București. Doctor în filologie cu teza Opera umanistului Udriște Năsturel în conetextul relațillor româno-slave (1972). Profesorul Dan-Horia Mazilu a fost invitat să țină cursuri de limba și literatura română la Universitatea din Sofia (Bulgaria) și la Universitatea din Viena (Austria). Debut în revista „Argeș” în anul 1969, iar în volum în anul 1974 cu monografia Udriște Năsturel. A fost decan al Facultății de Litere din București, în perioada 1994-2004. În 2001 a fost ales membru corespondent al Academiei Române și, în ultimii ani, a îndeplinit funcția de director al Bibliotecii Academiei Române din București. S-a stins din viață în data de 16 septembrie 2008, după o grea suferință.
Reputat cercetător în domeniul literaturii române vechi și al istoriei mentalităților, specialist în slavistică și paleografie, profesorul Dan-Horia Mazilu este creator de școală la Facultatea de Litere și autor al unor volume de  referință precum: Barocul în literatura română din secolul al XVII-lea (1976), Literatura română în epoca Renașterii (1984), Proza oratorică în literatura română veche (2 vol., 1986-1987), Recitind literatura română veche (3 vol., 1994-2001), Noi despre ceilalți. Fals tratat de imagologie (1999), O istorie a blestemului (2001), Voievodul dincolo de sala tronului (2003), Văduvele sau despre istorie la feminin (2008). A fost distins cu Premiul „Titu Maiorescu” al Academiei Române (1994) și cu Premiul Asociației Scriitorilor din București (2001), între alte numeroase mărturii de recunoaștere științifică. Ca decan al Facultății de Litere și ca membru în structurile organizatorice de coordonare a învățământului superior a contribuit esențial la relansarea și organizarea studiilor literare în universitatea românească și la formarea generațiilor de profesori și cercetători.

## Cărți publicate

### Monografii. Studii. Sinteze
- 1974  -  Udriște Năsturel, București, Editura Minerva
- 1976  -  Barocul în literatura română din secolul al XVII-lea, București, Editura Minerva
- 1978  -  Cronicarii munteni, București, Editura Minerva
- 1981  -  Varlaam și Ioasaf. Istoria unei cărți, București, Editura Minerva
- 1984  -  Literatura română în epoca Renașterii, București, Editura Minerva
- 1986-1987 -  Proza oratorică în literatura română veche, volumul I–II, București, Editura Minerva
- 1991  -  Vocația europeană a literaturii române vechi, București, Editura Universității din București
- 1994  -  Recitind literatura română veche, volumul I, București, Editura Universității din București
- 1996  -  Literatura română barocă în context european, București, Editura Minerva
- 1997  -  Cronicarii moldoveni, București, Editura Humanitas
- 1997  -  Introducere în opera lui Dosoftei, Editura Minerva
- 1998  -  Recitind literatura română veche, volumul II, București, Editura Universității din București
- 1999  -  Noi despre ceilalți.  Fals tratat de imagologie, Iași, Editura Polirom
- 1999  -  Introducere în opera lui Antim Ivireanul, București, Editura Minerva
- 2001  -  O istorie a blestemului, Iași, Editura Polirom
- 2003  -  Voievodul dincolo de sala tronului, Iași, Editura Polirom
- 2006  -  Lege și fărădelege în lumea românească veche, Iași, Editura Polirom
- 2008  -  Văduvele sau despre istorie la feminin Iași, Editura Polirom
- Volume postume
- 2014-     Dan Horia Mazilu, 70, București, Editura Tracus Arte, 2014

### Ediții îngrijite
- 1987 - Cronicari moldoveni, studiu  introductiv, București, Editura Militară
- 1988 - Cronicari munteni, studiu introductiv, București, Editura Militară
- 1988 - Cronici brâncovenești, antologie, prefață, glosar și bibliografie, București, Editura Minerva
- 1989 - Despre vechimea și continuitatea românilor.  Istoricii Școlii Ardelene, studiu introductiv, București, Editura Minerva
- 1989 - Ștefan Ciobanu,  Istoria literaturii române vechi, ediție îngrijită, note și postfață, București, Editura Eminescu
- 1992 - Gheorghe Asachi, Ruxandra Doamnă.  Nuvele istorice, postfață și bibliografie, București, Editura Minerva
- 2000 - Mihai Eminescu, Poezii, ediție bilingvă româno-ucraineană, București, Editura Elion
- 2006 - Alexe Procopovici, Introducere în studiul literaturii vechi, ediție, prefață și note, București, Fundația Națională pentru Știință și Artă & Institutul de Istorie și Teorie Literară „G. Călinescu”

### Traduceri
- 1979 - Ivan Hrihurko, Canalul, roman
- 1985 - Vasili Zemljak, Stolul de lebede, roman

## Afilieri
- Membru corespondent al Academiei Române (din 2001)

## Premii și distincții
- Premiul „Titu Maiorescu” al Academiei Române (1994)
- Premiul Asociației Scriitorilor din București (2001)

### Decorații
- Ordinul național „Pentru Merit” în grad de Ofițer (1 decembrie 2000) „pentru realizări artistice remarcabile și pentru promovarea culturii, de Ziua Națională a României”[2]